# هيداكي ماتسورا
هيداكي ماتسورا (باليابانية: 松裏 英明) (25 يونيو 1981 في كيوتو في اليابان – )؛ هو لاعب كرة قدم ياباني سابق كان يلعب كمدافع.

## وصلات خارجية
- هيداكي ماتسورا على موقع رابطة كرة القدم اليابانية للمحترفين (اليابانية)